# Huntebrück
Huntebrück ist ein Ortsteil der Gemeinde Berne im niedersächsischen Landkreis Wesermarsch. Der Ort liegt nordwestlich des Kernortes Berne direkt an der nordwestlich fließenden Hunte. Durch den Ort verläuft die Landesstraße L 866, östlich verläuft die B 212. Nördlich des Ortes, auf der gegenüberliegenden Seite der Hunte, liegt der Elsflether Ortsteil Huntebrück.

## Sehenswert
- Hubbrücke Huntebrück von 1953
- Hofanlage Huntebrücker Straße 13 von 1882
- Hofanlage Schlüter Straße 27 von 1894
- Hofanlage Schlüter Straße 31 aus dem 19. Jahrhundert
- Wohn- und Wirtschaftsgebäude Schlüter Straße 15 von um 1880